# Dolichopeza (Dolichopeza) cairnensis
Dolichopeza (Dolichopeza) cairnensis is een tweevleugelige uit de familie langpootmuggen (Tipulidae). De soort komt voor in het Australaziatisch gebied.